# مديرية طوت
مُديريَّة طوت هي إحدى مُديريَّات محافظة أديامان الواقعة في جنوب شرق الأناضول في تركيا ومقرها بلدة طوت. تأسست المديرية في عام 1990 وتبلغ مساحتها 290 كم² وبلغ عدد سكانها 9٫686 نسمة في عام 2021.

## التركيبة
تتكوَّن المديرية من بلدية واحدة تقع في بلدة طوت، ومن أربع عشرة قرية هم:
- آقجاتبه
- بويوندره
- جفتلك كوي
- الجيلر
- حوتلو
- قاشليجا
- كوسه لي
- مريم عشاغي
- اوكاوتلو
- تبه جيك
- اونلوجه
- يلانقوز
- يايلملي
- يشيليورد